# Rubén Yáñez
Orlando Rubén Yáñez Alabart (Blanes, 12 ottobre 1993) è un calciatore spagnolo, portiere dello Sporting Gijón.

## Carriera

### Club
Nella stagione 2012-2013 ha giocato 26 partite nella terza serie del campionato spagnolo con la terza squadra del Real Madrid.
Nella stagione 2013-2014 è passato in seconda squadra dove ha ottenuto 4 presenze. Dalla stagione successiva è diventato il portiere titolare, collezionando 30 presenze.
Dal 2015-2016 è promosso a terzo portiere della prima squadra del Real Madrid. Ha fatto parte della rosa che ha vinto la Champions League 2015-2016 pur non potendo esser considerato campione non avendo ottenuto nessuna presenza. L'anno successivo si aggiudica sia il campionato, che la Champions League.

### Nazionale
Ha preso parte ai Mondiali Under-20 del 2013 giocando una partita.

## Palmarès

### Club

#### Competizioni nazionali
- Campionato spagnolo: 1

Real Madrid: 2016-2017
- Segunda División: 1

Huesca: 2019-2020

#### Competizioni internazionali
- UEFA Champions League: 2

Real Madrid: 2015-2016, 2016-2017
- Supercoppa UEFA: 1

Real Madrid: 2016
- Coppa del mondo per club: 1

Real Madrid: 2016